# Классификация вин Грава
Список был составлен Национальным институтом по прохождению контроля и качества. Он был подписан Министерством сельского хозяйства Франции 7 августа 1953 года и, после некоторых корректировок, окончательно утверждён указом от 16 февраля 1959 года. Все вина, отмеченные в списке, ныне относятся к апеласьону Пессак-Леоньян, выделенному в субрегионе Грав (регион Бордо) позднее, в 1987 году.
Изначально в списке было 16 виноделен, однако к 2010 году осталось лишь 14. В 1983 году семья Диллон, владеющая Château Haut-Brion, выкупила три прилегающих участка (Château Laville Haut-Brion, Château La Tour Haut-Brion и Château La Mission Haut-Brion), объединив все четыре виноградника «О-Брион» в единый конгломерат Domaine Clarence Dillon. Производство собственных вин с каждого из этих виноградников продолжалось более 20 лет, однако в 2005 году прекратился выпуск Château La Tour Haut-Brion, а в 2009 году — Château Laville Haut-Brion.
Список составлен в алфавитном порядке. В отличие от классификации Бордо 1855 года, где лучшие вина дополнительно разделены на подклассы и отдельно представлены списки красных и белых вин, винодельческий синдикат Грава посчитал, что все лучшие вина региона одинаково равны между собой. У шести хозяйств знаком качества отмечены одновременно красные и белые вина, у других шести — только красные, ещё у двух (из Вильнав-д’Орнона) — только белые вина. Château Laville Haut-Brion было единственным хозяйством из списка, производившим исключительно белые вина.  
Большинство современных виноделен (6 из 14) относятся к коммуне Леоньян, по 2 хозяйства расположены в коммунах Пессак, Мартийак и Вильнав-д’Орнон; одной винодельней представлен Кадожак; ещё три виноградника, ныне объединённые в одно хозяйство, располагаются в Талансе. В совокупности эти винодельни производят около 20 % вин апеласьона Пессак-Леоньян.
| Уменьшить обратно |
|                   |

| Уменьшить обратно |
|                   |

| Уменьшить обратно |
|                   |

| Уменьшить обратно |
|                   |

| Уменьшить обратно |
|                   |

| Уменьшить обратно |
|                   |

| Уменьшить обратно |
|                   |

| Уменьшить обратно |
|                   |

| Уменьшить обратно |
|                   |

| Уменьшить обратно |
|                   |

| Уменьшить обратно |
|                   |

| Уменьшить обратно |
|                   |

| Уменьшить обратно |
|                   |

| Уменьшить обратно |
|                   |